# B-Day (album Tankard)
B-Day – dziesiąty album studyjny niemieckiego zespołu thrash metalowego Tankard. Wydawnictwo ukazało się 10 lipca 2002 nakładem wytwórni muzycznej AFM Records. Nagrania zostały zarejestrowane w marcu 2002 roku w Stage One Studio w Bühne.

## Lista utworów
1. "Notorious Scum" – 3:51
2. "Rectifier" – 4:12
3. "Need Money for Beer" – 3:36
4. "Ugly, Fat and Still Alive" – 3:57
5. "Underground (Atmosphere: Hostile)" – 4:24
6. "Voodoo Box" – 4:21
7. "Sunscars" – 3:22
8. "Zero Dude" – 4:25
9. "New Liver Please!" – 3:36
10. "Rundown Quarter" – 3:34
11. "Alcoholic Nightmares" – 5:11

## Skład zespołu
- Andreas Geremia – śpiew
- Andy Gutjahr – gitara
- Frank Thorwarth – gitara basowa
- Olaf Zissel – perkusja